# 毓文中学旧址
毓文中学旧址，位于中国吉林省吉林市船营区松花江路191号，为一个省级文物保护单位，类型为近现代史迹及代表性建筑，公布时间为1999年2月26日。该文物保护单位由吉林毓文中学旧址管理。
毓文中学旧址的历史年代为民国时期。